# Sebastian Kolb

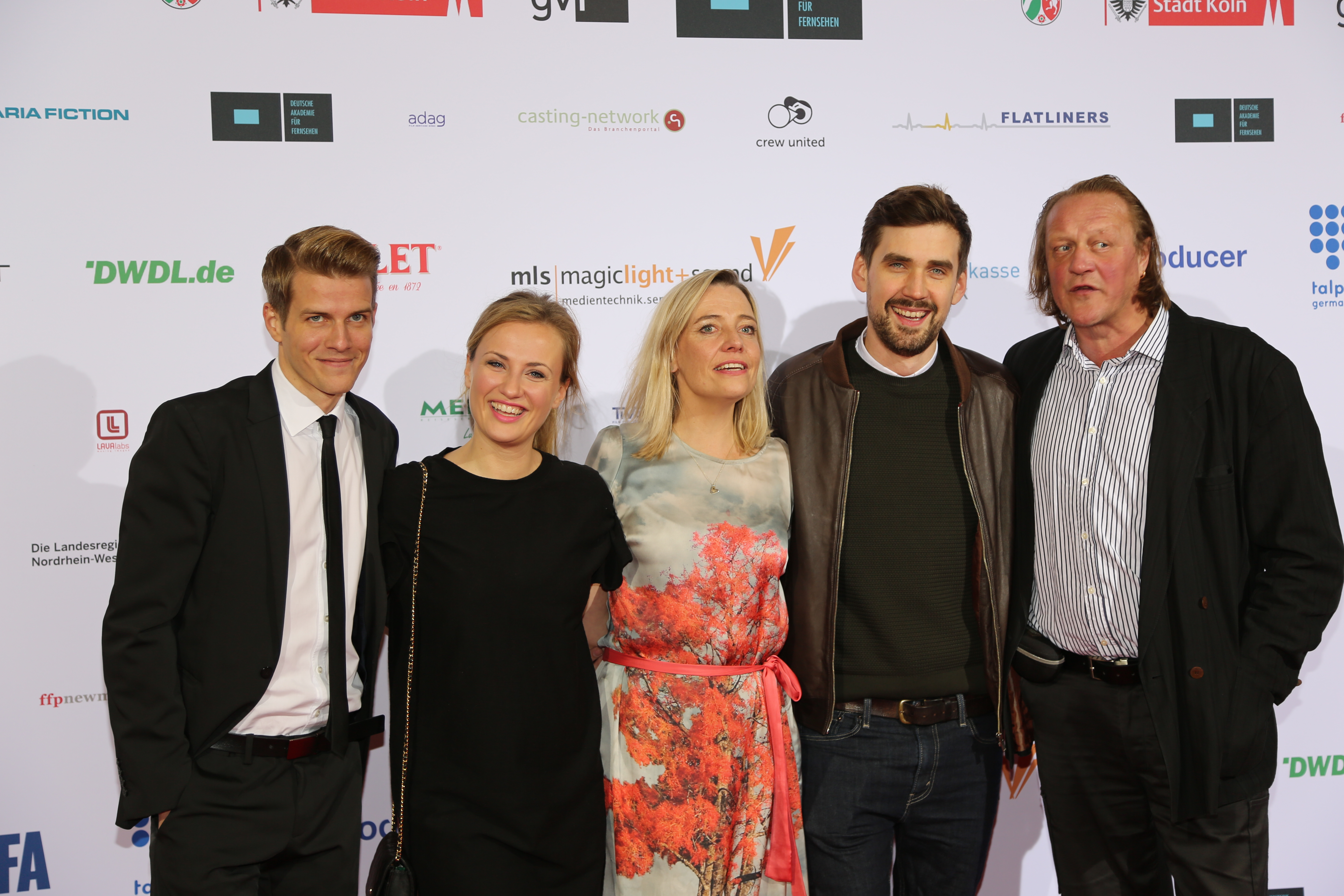
Von links: Sebastian Kolb, Ania Niedieck, Antje Mairich, Jochen Alexander Wigand und Jürgen Rißmann bei der Verleihung der Auszeichnungen der Deutschen Akademie für Fernsehen (DAFF) 2017

Sebastian Kolb (* 1983 in Siegen) ist ein deutscher Schauspieler.

## Leben
Sebastian Kolb wuchs in seiner Geburtsstadt Siegen auf. Nach seinem Abitur, das er am Evangelischen Gymnasium im Siegener Stadtteil Weidenau ablegte, zog er nach Köln. Dort absolvierte er ab 2005 bis 2008 seine Schauspielausbildung an der Schauspielschule Theater der Keller. Neben der klassischen Schauspielausbildung lernte er außerdem Reiten, Fechten und Kampfsport.
Noch während seiner Ausbildung trat er u. a. im Orangerie-Theater im Kölner Volksgarten auf. Direkt nach dieser Ausbildung wurde er an das Theater Hagen engagiert, wo er ab der Spielzeit 2008/09 bei Werner Hahn im Jungen Schauspiel „Lutz“ des Stadttheaters Hagen seine Profi-Laufbahn als Schauspieler begann, und in den folgenden Jahren mehrere Haupt- und Nebenrollen übernahm. Von 2010 bis 2016 gehörte er am Theater Hagen mit einem festen Gastvertrag zum Ensemble; unter anderem in den Märchenproduktionen zur Weihnachtszeit wie Der Froschkönig oder Die Prinzessin auf der Erbse stand er dort auf der Bühne, aber auch als Richard Kirsch und in mehreren Rollen in Wolfgang Koeppens Tauben im Gras (Spielzeit 2014/15). 2015 übernahm er am Theater Hagen die Titelrolle in der Uraufführung des Stücks Prinz Sternschnuppe von Lisa Sommerfeldt, wo er einen jungen Prinzen verkörperte, der gerne Frauenkleider trägt. 2016 übernahm er am Theater Hagen mehrere Rollen in der Uraufführung des Chanson- und Musiktheaterstücks PIAF.
Er gastierte in unterschiedlichen Rollen auch auf weiteren Bühnen Deutschlands. 2011 spielte er am Freien Werkstatt Theater Köln die Rolle des Lord Alfred Douglas in der Uraufführung des Stücks Der Fall Oscar Wilde, im Rahmen des 10-jährigen Jubiläums des Internationalen Kulturfestivals Sommerblut in Köln. 2013 hatte er Engagements am Art Theater Köln und am Ballhaus Ost in Berlin.
2014 gastierte er erstmals bei den Karl-May-Festspielen in Elspe im Stück Unter Geiern – Der Geist des Llano Estacado die Rolle des jugendlichen Rächers „Bloody Fox“, der die Verbrecher bestraft, die auch seine Eltern getötet haben. 2015 übernahm er dort den Indianerkrieger „Kleiner Bär“ im Stück Der Schatz im Silbersee. In der Sommersaison 2018 stand Kolb erneut in Elspe auf der Bühne. In Winnetou II – Der Kampf um Öl war er in der Hauptrolle des Verbrechers Parranoh zu sehen.
Kolb arbeitete auch für das Kino, den Film und das Fernsehen. Er war in zwei Staffeln der Internet-Serie Dämmerung zu sehen. Der Kurzfilm Libido mit ihm in der Hauptrolle erschien 2010 auf DVD (Universal). Außerdem drehte er 2014 den Kinospielfilm Voll Paula! (5 Tage im Winter), in dem er als Max einer der Hauptrollen übernahm. In der 4. Staffel der ZDF-Serie Bettys Diagnose (2017) war er in einer Nebenrolle als Flirtbekanntschaft von Schwester Lissy (Theresa Underberg) zu sehen. Von April 2018 (Folge 5841) bis Februar 2019 (Folge 6043) spielte Kolb in der RTL-Fernsehserie Unter uns die Rolle des Marc Reichert, einen alten Schulfreund der Serienfigur Saskia Weigel (Antonia Michalsky). In der 18. Staffel der ZDF-Serie SOKO Köln (2021) übernahm er eine der Episodenhauptrollen als tatverdächtiger Nachbar eines zu Tode gekommenen Mietnomaden.
Neben seinen Schauspielengagements ist er als Sprecher unter anderem für Kino- und Radiowerbung tätig. Seit 2007 arbeitet er als Hörspielsprecher und als Sprecher für Hörbücher, u. a. für den Amor Verlag. Im Fernsehen war er außerdem in verschiedenen Werbekampagnen für Sat.1, Opel, Lufthansa oder die AOK zu sehen. Kolb arbeitete im Print-Bereich auch regelmäßig als Model, u. a. für Werbungen von Provinzial, Gillette und der Commerzbank.
Kolb lebt in Köln.

## Filmografie (Auswahl)
- 2007–2008: Dämmerung (Webserie)
- 2009: Killing Beethoven (Kurzfilm)
- 2011: Libido (Kurzfilm)
- 2012: Auf einer Wellenlänge (Kurzfilm)
- 2015: Voll Paula! (Kinofilm)
- 2016: Herzensbrecher – Vater von vier Söhnen: Nicht schuldig (Fernsehserie, eine Folge)
- 2017: Heldt: Besuch aus dem Jenseits (Fernsehserie, eine Folge)
- 2017: Bettys Diagnose: Missverständnisse (Fernsehserie, eine Folge)
- 2018: Lifelines: Aus heiterem Himmel (Fernsehserie, eine Folge)
- 2018–2019: Unter uns (Fernsehserie)
- 2019: Von Zeit zu Zeit (Kurzfilm)
- 2020: Rentnercops: Vergeigt (Fernsehserie, eine Folge)
- 2021: SOKO Köln: Der Troll (Fernsehserie, eine Folge)
- 2022: Kommissar Dupin: Bretonische Idylle (Fernsehreihe)
- 2024: Tatort: Diesmal ist es anders (Fernsehreihe)